# Parc national Mapinguari
Le parc national Mapinguari (en portugais : Parque Nacional Mapinguari) est un parc national créé en 2008, situé dans les États de Rondônia et d’Amazonas au Brésil. Il couvre une grande zone de forêt amazonienne. Les frontières du parc ont été modifiées à plusieurs reprises. 

## Localisation

Unités de conservation dans l'espace interfluvial Purus-Madère.
La zone 3 représente le Parc national de Mapinguari

Le parc national Mapinguari est situé dans les municipalités de Canutama (40 %) et de Lábrea (50 %) en Amazonas et dans la municipalité de Porto Velho (11 %) en Rondônia. Sa superficie est de 1 776 914,18 hectares (17 769,1418 kilomètres carrés). Le parc se trouve dans le bassin sédimentaire de Solimões-Amazonas, dans la dépression du sud de l'Amazonie. Le relief est une vaste pédiplaine avec des terrasses alluviales, des plaines inondables et des traces de méandres. L'altitude varie de 51 à 256 m. Le parc est drainé par des ruisseaux ou des rivières alimentant le rio Madeira et le rio Purus. Les principales rivières du parc sont les suivantes : Açuã, Mucuim, Inacorrã, Umari, Ciriquiqui, Punicici, Coari, Anaiquê et Coti. 

## Environnement
Le parc est situé dans le biome amazonien. Les précipitations annuelles moyennes sont de 2 700 mm. Les températures varient de 23 à 32 °C  avec une moyenne de 27 °C. La végétation est composée de forêt pluviale (56 %), de forêt pluviale souterraine ouverte (11 %) et de savane (9 %). 258 000 hectares (2 580 kilomètres carrés) de savane sont exposés aux feux de forêt. Une partie de la savane est périodiquement inondée et exposée aux incendies pendant la saison sèche.

## Biodiversité
Le titi de Stephen Nash (Callicebus stephennashi) est présent dans le parc. Une nouvelle espèce d'oiseau, le geai de Haffer (Cyanocorax hafferi), a été découverte en 2011 dans la zone située entre la forêt tropicale et les prés naturels.

## Historique
Le parc national Mapinguari a été créé par le décret du 5 juin 2008 avec une superficie de 1 572 422 hectares (15 724,22 kilomètres carrés).
Les objectifs sont de préserver des écosystèmes naturels d'une grande importance écologique et d'une grande beauté, en particulier les enclaves de savane dans la région interfluviale de Purus-Madeira, de soutenir la recherche scientifique, l'éducation environnementale, les loisirs en contact avec la nature et le tourisme écologique.
Le parc est administré par l'institut Chico Mendes (ICMBio).
Les limites du parc ont été modifiées par la loi 12249 du 11 juin 2010 qui a ajouté environ 180 900 hectares (1 809 kilomètres carrés) mais a exclu la zone inondée par la création du barrage de Jirau.
Les territoires ajoutés au parc étaient auparavant des zones protégés d'État : la forêt d'État du Rio Vermelho (en), la réserve écologique Antônio Mugica Nava et une partie de la réserve écologique de la Serra dos Três Irmãos (en).
La loi 12249 a été contestée en juillet 2013 par le procureur général fédéral pour un motif d'inconstitutionnalité.
La législature de l'État a ensuite pris des mesures pour annuler la création des unités de conservation de l'État, qui ont été à leur tour renversées,.
Une ordonnance du 9 janvier 2012 prévoyait une approche cohérente et intégrée de préparation des plans de gestion des unités de conservation de la zone d'influence de l'autoroute BR-319 (en). Les unités concernées sont la réserve biologique d'Abufari (en), la réserve écologique de Cuniã (en), les parcs nationaux des Nascentes do Lago Jari (en) et Mapinguari, les forêts nationales de Balata-Tufari, Humaitá et Iquiri et les réserves extractivistes (en) du Lago do Capanã-Grande (en), du Rio Ituxi (en), du Médio Purus (en) et du Lago do Cuniã (en). La loi n°12.678 du 25 juin 2012 a légèrement réduit la taille du parc et autorisé les activités minières dans la zone tampon. La loi a modifié les limites des parcs nationaux de l'Amazonie, des Campos Amazônicos et Mapinguari, des forêts nationales Itaituba I, Itaituba II et Crepori et de la zone de protection de l'environnement du Tapajós (en). Tous ont vu leur taille réduite, à l'exception du parc national des Campos Amazônicos. Un conseil consultatif a été créé le 8 mars 2013.